# Slussen (TV-program)
Slussen var ett program i tio avsnitt som sändes på TV3. Premiäravsnittet sändes den 21 februari 2002. I ett uppmärksammat inslag i andra avsnittet som sändes den 28 februari 2002 (inslaget inspelat dagen före) sminkas röda fläckar på en ovetande Bert Karlsson medan han intervjuas av Peter Magnusson.